# 広島県道427号宇賀矢野線
広島県道427号宇賀矢野線（ひろしまけんどう427ごう うがやのせん）は三次市から府中市に至る一般県道である。

## 概要
三次市甲奴町宇賀から府中市上下町矢多田に至る。

### 路線データ
- 起点：三次市甲奴町宇賀（宇賀交差点、広島県道27号吉舎油木線交点）
- 終点：府中市上下町矢多田（国道432号交点、広島県道421号矢多田阿字線起点）

## 路線状況
特に三次市・府中市境付近で車一台がやっとという狭隘箇所がある。終点は府中市上下町矢多田であって府中市上下町矢野ではないが、かつてこの両地区は周辺の国留・深江とともに甲奴郡矢野村を構成していたことがある。本路線の終点を矢野としたのはその名残りと言える。

### 重複区間
- 広島県道403号別迫上下線（府中市上下町矢野）

## 地理

### 通過する自治体
- 三次市
- 府中市

### 交差する道路
| 交差する道路                                                    | 市町村名 | 交差する場所       | 交差する場所      |
| --------------------------------------------------------------- | -------- | ------------------ | ----------------- |
| 広島県道27号吉舎油木線                                          | 三次市   | 甲奴町宇賀         | 宇賀交差点 / 起点 |
| 広島県道424号甲奴インター線                                     | 三次市   | 甲奴町小童（ひち） | [ 注釈 2 ]        |
| 広島県道51号甲山甲奴上市線                                      | 三次市   | 甲奴町小童         |                   |
| 広島県道403号別迫上下線 重複区間起点                            | 府中市   | 上下町矢野         |                   |
| 広島県道403号別迫上下線 重複区間終点                            | 府中市   | 上下町矢野         |                   |
| 国道432号 広島県道25号三原東城線 重複 広島県道421号矢多田阿字線 | 府中市   | 上下町矢多田       | 終点              |

### 交差する鉄道
- 福塩線

### 沿線
- 三次市立小童小学校
- 矢野温泉
- 安福寺
- 矢野の岩海
- 府中市立上下南小学校
- JR西日本福塩線 備後矢野駅